# Saltmätargatan

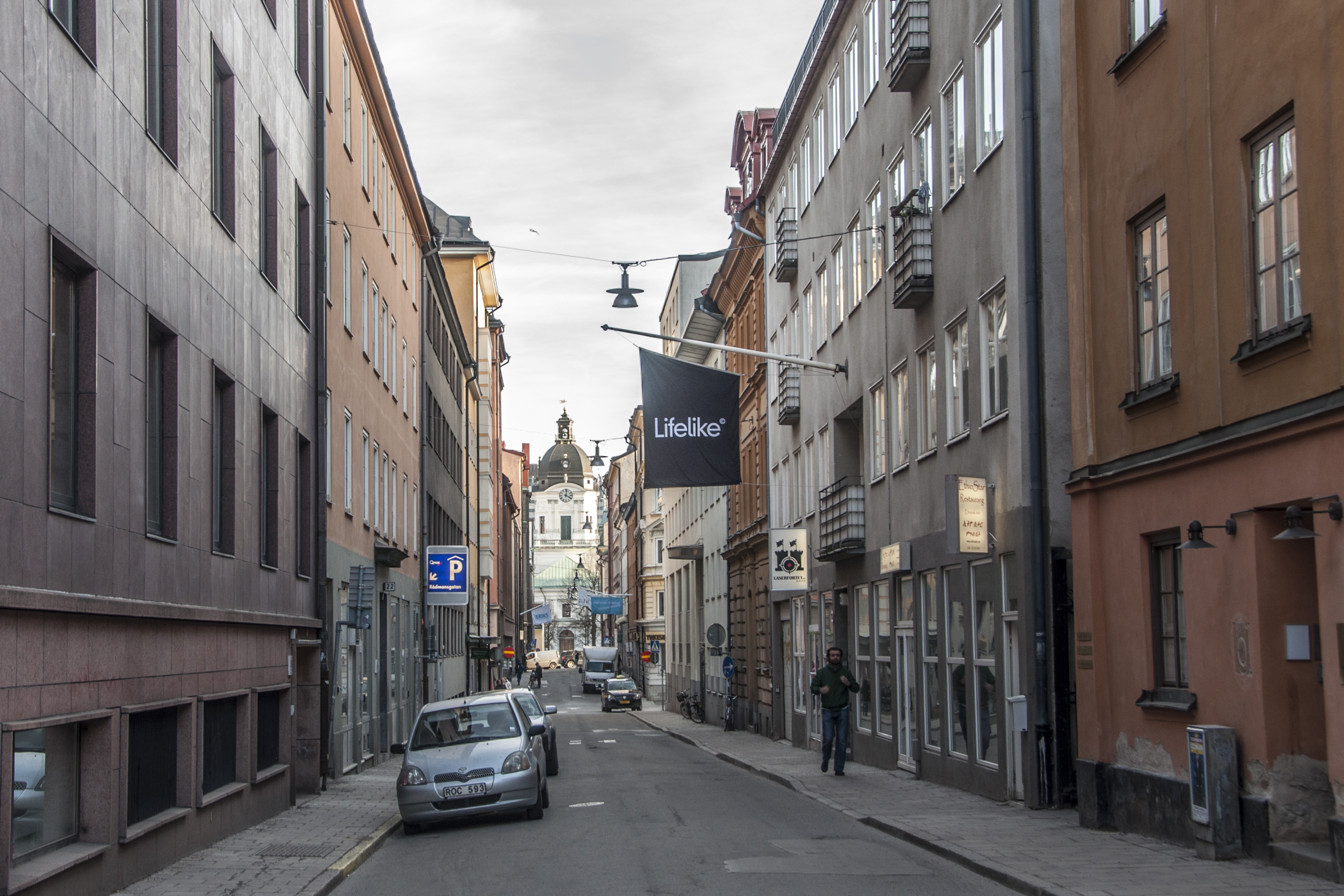
Saltmätargatan söderut. I fonden Adolf Fredriks kyrka

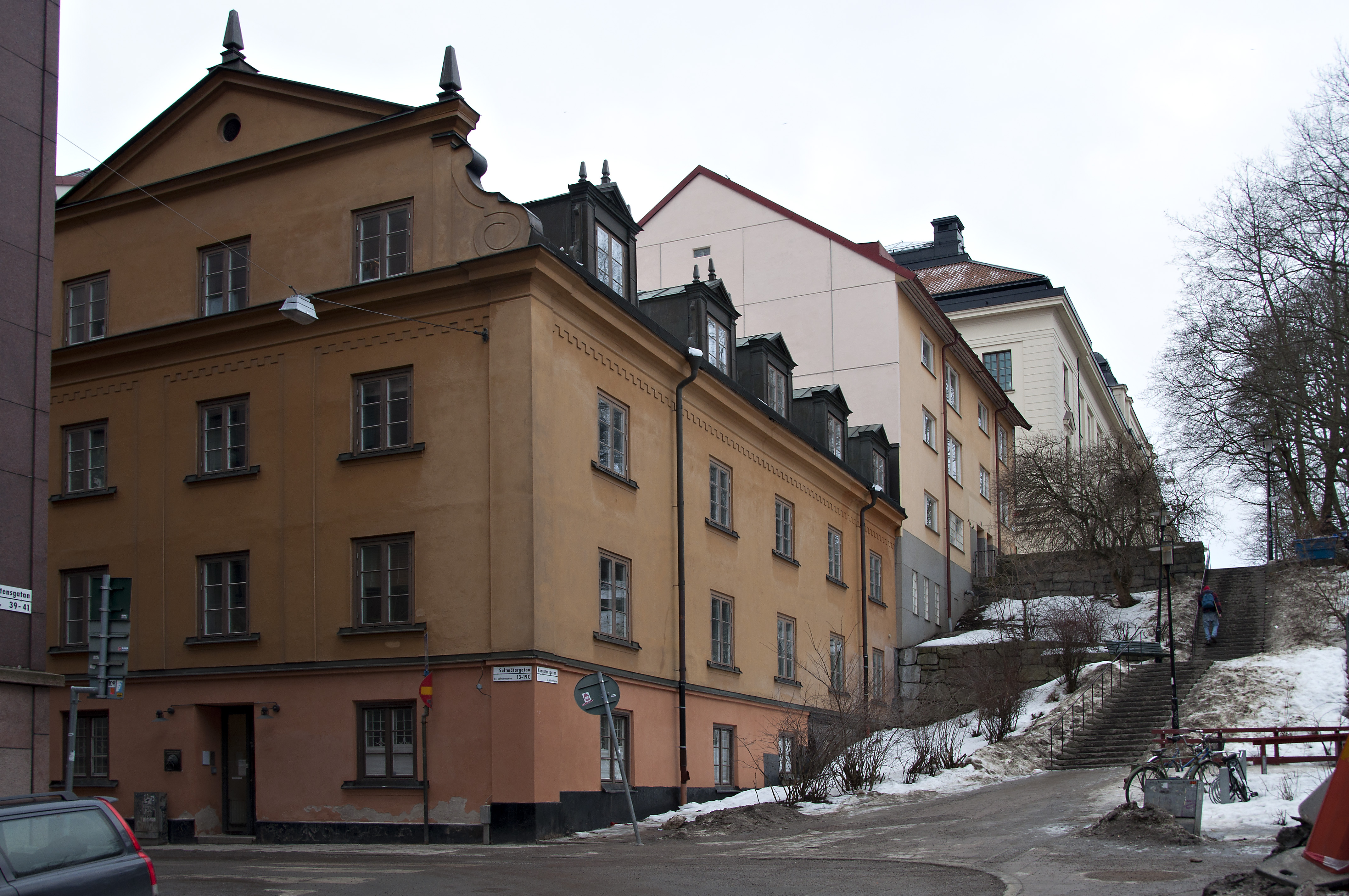
Hörnet vid Saltmätargatan 19 med Kungstenstrappan upp till Holländargatan.

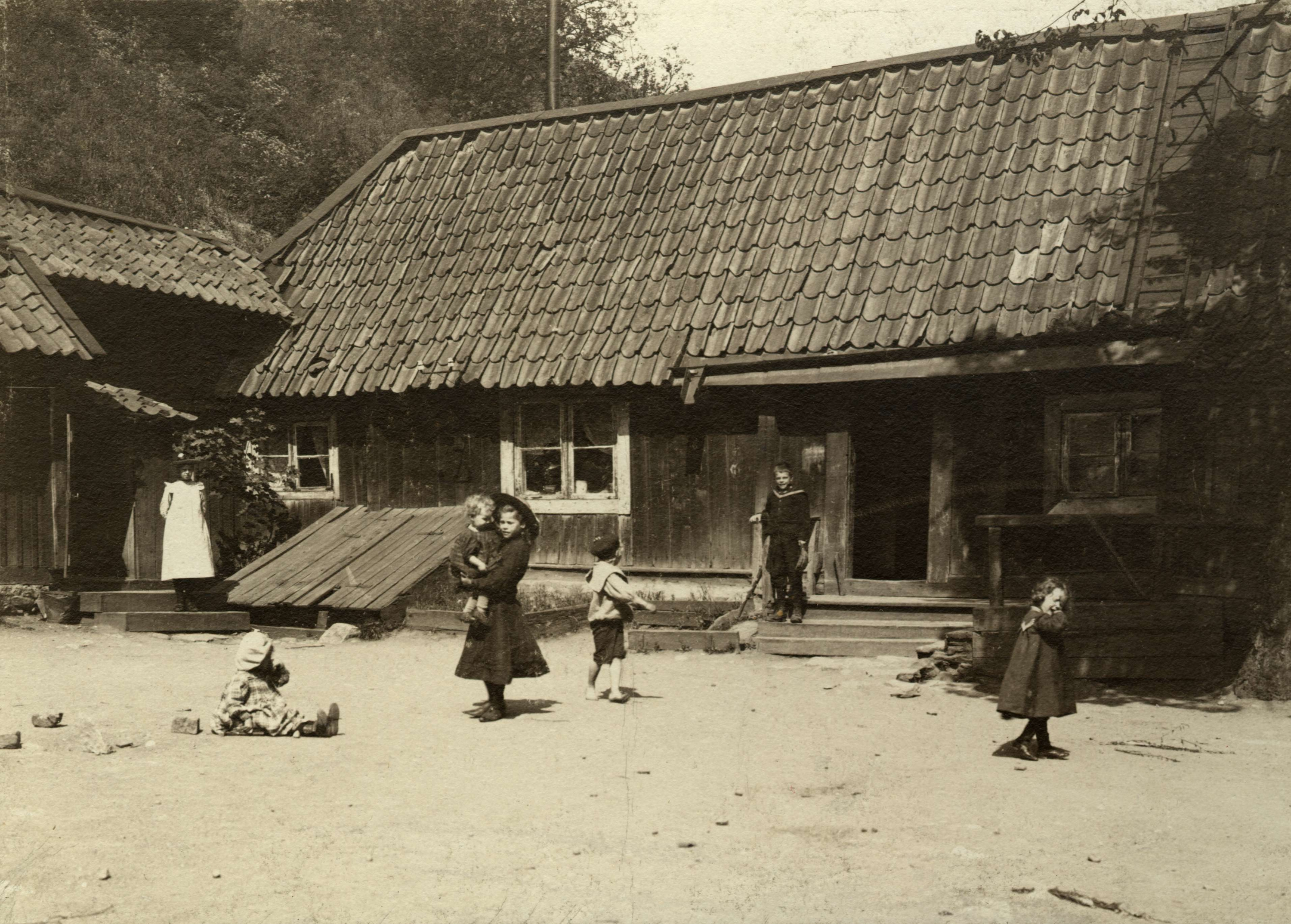
Barn på gården vid Saltmätargatan 23, Stockholm år 1903.

Saltmätargatan är en gata på Norrmalm och i Vasastan i centrala Stockholm. Till viss del ligger den på Norrmalm eftersom den börjar vid Adolf Fredriks kyrka, men efter cirka 100 meter korsar den Tegnérgatan, gränsen mellan Vasastan och Norrmalm, och fortsätter in i Vasastan där den slutar vid Kungstensgatan vid Handelshögskolan i Stockholm. Den gata som sträcker sig från Kungstensgatan norrut mot Observatorielunden var tidigare del av Saltmätargatan men bytte 2013 namn till Bertil Ohlins gata.

## Etymologi
Namnet kommer från borgaren Anders Saltmäter som var verksam i området i mitten av 1600-talet, troligen just som saltmätare.

## Byggnader
Vid Saltmätargatan 19 står en av de tidigare två tvillingbyggnader som uppfördes 1878–1880 för arbetare vid färg- och fernissfabriken Klint, Bernhardt & Co som låg i samma kvarter. Vid Saltmätargatan 7 byggde färgföretaget AB Alfort & Cronholm (Alcro) en anläggning 1915 med fabrik, kontor och lager. Mittemot denna reser sig Percy F. Lucks livsmedelsfabrik och lagerlokaler från 1903. Handelshögskolan i Stockholm har flera byggnader vid Saltmätargatan.